# Блантайр (Шотландія)
Бланта́йр (англ. Blantyre, шотл. гел. Baile an t-Saoir) — місто в центрі Шотландії, в області Південний Ланаркшир.
Населення міста становить 19 210 осіб (2006).

## Персоналії
- Де́від (Давід) Лівінгсто́н (англ. David Livingstone; 19 березня 1813 — 1 травня 1873, Читамбо, сучасна Замбія) — шотландський місіонер і знаменитий дослідник Африки.